# اسمهان

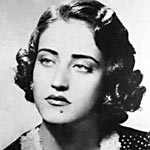
اسمهان خواننده مصری

آمال الاطرش ملقب به اسمهان (زاده ۴ آذر ۱۲۹۱ - در گذشته ۲۳ تیر ۱۳۲۳)، خواننده سوری-مصری بود. در قاهره متولد شد. با وجود اینکه عمر کوتاهی داشت در دنیای موسیقی خوش درخشید و ماندگار شد. او را یکی از درخشان‌ترین خوانندگان عرب در قرن بیستم می‌دانند. او خواهر موسیقیدان معروف عرب، فرید الاطرش بود که در سال ۱۹۴۴ بر اثر سانحه جاده‌ای درگذشت. مرگ مشکوکش بر اثر تصادف طرفدارانش را شوکه کرد. گمانه‌زنی‌های خبرنگاران در مورد جاسوسی او در جنگ جهانی دوم برای همیشه در پرده‌ای از ابهام ماند.

## خانواده
نام واقعی او آمال الاطرش بود. آمال تنها دختر خانواده الاطرش بود. پدر او فهد الاطرش از دروزی‌های منطقه جبل الدروز سوریه و مدیر بخش قضاء دیمرجی در ترکیه بود. مادرش علیاء المنذر نیز از دروزی‌های شهر حاصیبا لبنان بود. آمال دو برادر به نام‌های فرید و فؤاد بود. برادرش فرید موسیقیدان مشهور جهان عرب بود که شرایط لازم برای ستاره شده خواهر خود را مهیا نمود و از او ستاره‌ای همطراز سایر خوانندگان مشهور آن زمان مانند ام کلثوم، نجاة علی و لیلی مراد ساخت. البته او یک برادر به نام انور و یک خواهر به نام وداد داشت که قبل از مهاجرت خانواده به مصر درگذشته بودند. نسب خانواده او به قبلیه دروزی آل الاطرش می‌رسد که نقش مهمی در مسائل سیاسی-اجتماعی زمان خود ایفا نمودند. بارزترین فرد تاریخ آل الاطرش، سلطان الاطرش بود که رهبر قیام سوریه علیه اشغال سوریه توسط فرانسه بود.

## مرگ
۱۴ ژوئن ۱۹۴۴، وقتی اسمهان به همراه دوستش در جاده‌ای نزدیک مصوره بودند. در شرایطی که راننده کنترل اتومبیل را از دست داده بود، اتومبیل‌شان از جاده منحرف شد به کانال کنار جاده افتاد.ماشین از نوع دو در بود و اسمهان و دوست‌اش هر دو روی صندلی عقب نشسته بودند. به نظر می‌رسد پس از خروج از جاده و سقوط در کانال هر دو بی‌هوش شدند و بعد در آبی غرق شدند. اما با این حال راننده موفق به فرار شد و زنده ماند.
همین نحوه مرگ باعث گمانه‌زنی‌های زیادی شد. به عنوان مثال سازمان اطلاعات مخفی بریتانیا با بررسی تعدادی گزارش اعلام کرد که اسمهان پس از ملاقات با مأموران این سازمان در حال بازگشت توسط مأموران گشتاپو به جرم همکاری با بریتانیا در زمان جنگ به قتل رسیده‌است. شوهرش در آن زمان تلاش زیادی کرد تا این شایعات را از بین ببرد.
اسمهان همان‌طور که خودش خواسته بود در مصر دفن شد.

## ترانه‌ها
نام ۴۴ آواز از آوازهای او بدین قرار است:
| نام آهنگ                 | شاعر             | آهنگ‌ساز        | توضیحات            |
| ------------------------ | ---------------- | -------------- | ------------------ |
| عاهدنی یا قلبی           | محمود إسماعیل    | زکریا احمد     |                    |
| عذابی فی هواک            | أحمد المرشدی     | زکریا احمد     |                    |
| هدیتک قلبی               |                  | زکریا احمد     |                    |
| غیر مجدٍ فی ملتی واعتقادی | ابوالعلاء المعری | زکریا احمد     |                    |
| نار فؤادی                |                  | فرید غصن       |                    |
| دخلت مرة فی جنینة        | مدحت عاصم        | مدحت عاصم      |                    |
| یا حبیبی تعالی الحقنی    |                  | لحن ترکی       |                    |
| محلاها عیشة الفلاح       | بیرم التونسی     | محمد عبدالوهاب | فیلم یوم سعید      |
| مجنون لیلی (اپرا)        | احمد شوقی        | محمد عبدالوهاب | فیلم یوم سعید      |
| یا لعینیک                | أحمد فتحی        | ریاض السنباطی  |                    |
| أقرطبة الغراء            | ابن زیدون        | ریاض السنباطی  |                    |
| الدنیا                   |                  | ریاض السنباطی  |                    |
| یا طیور                  | یوسف بدروس       | محمد القصبجی   |                    |
| اسقنیها                  | بشاره الخوری     | محمد القصبجی   |                    |
| لیت للبراق               |                  | محمد القصبجی   |                    |
| کلمة یا نور العین        |                  | محمد القصبجی   |                    |
| فرق ما بینا الزمان       | علی شکری         | محمد القصبجی   |                    |
| کنت الأمانی              | یوسف بدروس       | محمد القصبجی   |                    |
| هل تیم البان             | احمد شوقی        | محمد القصبجی   |                    |
| أین اللیالی              |                  | محمد القصبجی   |                    |
| نویت إداری ألآمی         |                  | فرید اطرش      |                    |
| علیک صلاة الله وسلامه    |                  | فرید اطرش      |                    |
| یاللی هواک               | احمد رامی        | فرید اطرش      | فیلم انتصار الشباب |
| کان لی أمل               | احمد رامی        | فرید اطرش      | فیلم انتصار الشباب |
| إیدی ف إیدک              | احمد رامی        | فرید اطرش      | فیلم انتصار الشباب |
| الشمس غابت أنوارها       | احمد رامی        | فرید اطرش      | فیلم انتصار الشباب |
| انتصار الشباب            | احمد رامی        | فرید اطرش      | فیلم انتصار الشباب |
| لیالی البشر              | یوسف بدروس       | فرید اطرش      | فیلم انتصار الشباب |
| بدع الورد                | حلمی الحکیم      | فرید اطرش      | فیلم انتصار الشباب |
| اپرای الختام             |                  | فرید اطرش      | فیلم انتصار الشباب |
| لیالی الأنس فی فیینا     | احمد رامی        | فرید اطرش      | فیلم غرام وانتقام  |
| أنا أهوی                 | مأمون الشناوی    | فرید اطرش      | فیلم غرام وانتقام  |
| یا دیرتی                 | بیرم التونسی     | فرید اطرش      | فیلم غرام وانتقام  |
| أیها النائم              | احمد رامی        | ریاض السنباطی  | فیلم غرام وانتقام  |
| نشید الأسرة العلویة      | احمد رامی        | ریاض السنباطی  | فیلم غرام وانتقام  |
| امتی حتعرف               | مأمون الشناوی    | محمد القصبجی   | فیلم غرام وانتقام  |
| أنا اللی استاهل          | بیرم التونسی     | محمد القصبجی   | فیلم غرام وانتقام  |
| رجعت لک یا حبیبی         |                  | فرید اطرش      |                    |
| الشروق والغروب           |                  | فرید اطرش      |                    |
| اللیل                    |                  |                |                    |
| الدنیا ف إیدی            |                  |                |                    |
| أعمل إیه علشان أنساک     |                  |                |                    |
| أن بنت اللیل             |                  |                |                    |
| حدیث عینین               |                  |                |                    |
| فی یوم ما اشوفک          |                  |                |                    |
| الورد                    |                  |                |                    |
| یا حبیبی الله            |                  |                |                    |